# Biarum syriacum
Biarum syriacum är en kallaväxtart som först beskrevs av Spreng., och fick sitt nu gällande namn av Harald Harold Udo von Riedl. Biarum syriacum ingår i släktet Biarum och familjen kallaväxter. Inga underarter finns listade.